# Z (војни симбол)
Латинично слово Z један је од неколико симбола насликаних на војним возилима Оружаних снага Руске Федерације укључених у инвазију Русије на Украјину 2022. године. За овај симбол се спекулише да помаже оперативним групама да се разликују од других савезничких или непријатељских снага.
Као проратни симбол, симбол „Z” користи руска влада и руска јавност као знак подршке инвазији. С друге стране, истицање било ког од симбола на возилима у јавности је незаконито у Казахстану. Симбол је такође коришћен на митингу подршке Русији у Београду.